# Équipe du Congo de football
Cet article traite de l'équipe masculine. Pour l'équipe féminine, voir Équipe du Congo féminine de football.
Ne doit pas être confondu avec Équipe de République démocratique du Congo de football.
Maillots
L'équipe du Congo de football est constituée par une sélection des meilleurs joueurs congolais (République du Congo). Ses rencontres sont organisées par la Fédération congolaise de football.

## Histoire

### Les débuts du Congo
L'équipe du Congo de football est surnommée «Les Diables Rouges », comme les équipes nationales belges et sud-coréennes. La Belgique a ce surnom depuis le début du XXe siècle. La Fédération congolaise de football est fondée en 1962. Elle est affiliée à la FIFA depuis 1962 et est membre de la Confédération africaine de football depuis 1966. Le premier match officiel de l’équipe du Congo de football fut joué le 13 avril 1960, à Madagascar contre l’île de la Réunion, quelques mois avant l’indépendance vis-à-vis de la France (le 15 août 1960), qui se solda par la première victoire sur le score de 4 buts à 1. Quelques jours plus tard, le 19 avril 1960, toujours à Madagascar, le Congo enregistra sa plus large défaite sur le score de 8 buts à 1 contre Madagascar. Il remporte les premiers Jeux panafricains en 1965, à domicile. La première participation à la phase finale de la CAN fut en 1968, qui se conclut par 3 défaites au 1er tour contre le Sénégal (1-2, but de Jeannot Foutika), contre le Ghana (1-3, but de Jean-Michel Mbono, dit Le Sorcier) et contre la République démocratique du Congo (0-3).

### LaCAN 1972: le Congo vainqueur
Après une première expérience à la CAN en 1968, l’équipe du Congo de football lors du 1er tour fait 1-1 contre le Maroc (but de Moukila), puis perd contre le Zaïre (0-2) et gagne contre le Soudan (4-2, doublé de Jean-Michel Mbono et buts de Jonas Bahamboula MBemba, dit Tostao et de François M'Pelé). Avec trois points, à égalité de points avec le Maroc, le Congo est qualifié pour une demi-finale, grâce au nombre de matches nuls (un pour le Congo contre trois pour le Maroc). En demi-finale, il bat le Cameroun (1-0, but de Noël Minga Tchibinda, dit Pépé). En finale, grâce au doublé de Jean-Michel Mbono et au but de François M'Pelé, il bat le Mali 3-2 et remporte le trophée pour sa deuxième participation à une phase finale de la CAN.

### De 1972 à 1978
Pour la Coupe du monde 1974, l’équipe du Congo de football est battue au 1er tour des éliminatoires par le Nigeria. À la CAN 1974, au 1er tour, deux victoires furent enregistrées par le Congo contre l’île Maurice (2-0, buts de Paul Moukila et de Sébastien Lakou, dit Abossolo) et contre le Zaïre (2-1, buts de Noël Minga Tchibinda et de Jean-Michel M'Bono, dit Le Sorcier) et un match nul contre la Guinée (1-1, but de Jean-Jacques Ndomba, dit Le Géomètre). Malgré les buts de M'Pelé et de Ndomba, le Congo perd en demi contre la Zambie (2-4) et s’incline pour le match pour la 3e place contre l’Égypte (0-4). La plus large victoire du Congo fut enregistré au Gabon, contre Sao Tome et Principe, le 7 juillet 1976, qui se solda par un score de 11 buts à 0 pour les congolais. Pour la Coupe du monde de football 1978, il bat le Cameroun au 1er tour, mais est battu par la Côte d’Ivoire au 2d tour des éliminatoires. À la CAN 1978, il est éliminé au 1er tour, réalisant deux défaites contre l’Ouganda (1-3, but de Jacques Mamounoubala) et contre le Maroc (0-1) et un match nul contre la Tunisie (0-0).

### De 1978 à 1992
L’équipe du Congo de football remporta la Coupe de l’UDEAC en 1990, à domicile, contre le Cameroun (2-1). Elle fut finaliste à deux reprises en 1984 et en 1985 (contre le Cameroun et ensuite contre le Gabon). À la CAN 1992, elle fait deux matchs nuls au 1er tour contre la Côte d’Ivoire (0-0) et l’Algérie (1-1, but de Tchibota), suffisant pour accéder aux quarts de finale, mais elle est battue en quarts par le Ghana (1-2, but de Tchibota). Durant cette période, elle ne participa pas aux éliminatoires de la Coupe du monde et ne réussit pas à se qualifier pour la CAN.

### De 1992 à 2000
Pour la Coupe du monde de football 1994, l’équipe du Congo de football est battue au 1er tour des éliminatoires par le Nigeria et l’Afrique du Sud. Elle fut finaliste des Jeux de la Francophonie en 1997. Pour la Coupe du monde 1998, elle bat la Côte d’Ivoire au 1er tour, puis termine 2e lors du 2d tour, derrière l’Afrique du Sud, devant la Zambie et la République démocratique du Congo. Alors qu’à la dernière journée, il suffisait d’une victoire pour se qualifier, elle perd contre le concurrent direct l’Afrique du Sud (1-0). À la CAN 2000, le Congo est éliminé au 1er tour, avec deux défaites contre le Maroc (0-1) et la Tunisie (0-1) et un match nul contre le Nigeria (0-0).

### 2002-2014
L’équipe du Congo de football n’a pas participé à la Coupe du monde 2002 (bat la Guinée équatoriale au 1er tour, dernière au 2d tour, derrière Madagascar, la Tunisie, la Côte d’Ivoire et la République démocratique du Congo). Elle ne participe pas non plus à la Coupe du monde 2006 (bat la Sierra Leone au 1er tour, termine 4e sur 6, derrière le Togo, le Sénégal, la Zambie, devant le Mali et le Liberia lors du 2nd tour). Le Congo remporta la Coupe CEMAC (compétition régionale africaine) en 2007 en battant le Gabon (1-0, but de Destin Makita). Il fut finaliste de cette compétition en 2008, battu par le Cameroun (0-3). L’équipe du Congo de football était dans le groupe 10 du tour préliminaire de qualification pour la Coupe du monde de 2010 avec le Mali, le Soudan et le Tchad. Le Congo termina troisième du groupe et ne se qualifia pas pour le tour décisif.
Depuis 2000, il ne réussit pas à se qualifier pour la CAN et ne peut pas confirmer le succès du passé.
Le Congo ne s'est jamais qualifié à la Coupe du monde.

### Depuis 2015
Le Congo se qualifie pour la CAN 2015 en terminant 2e de son groupe derrière l'Afrique du Sud mais en devançant le Nigeria, tenant du titre.

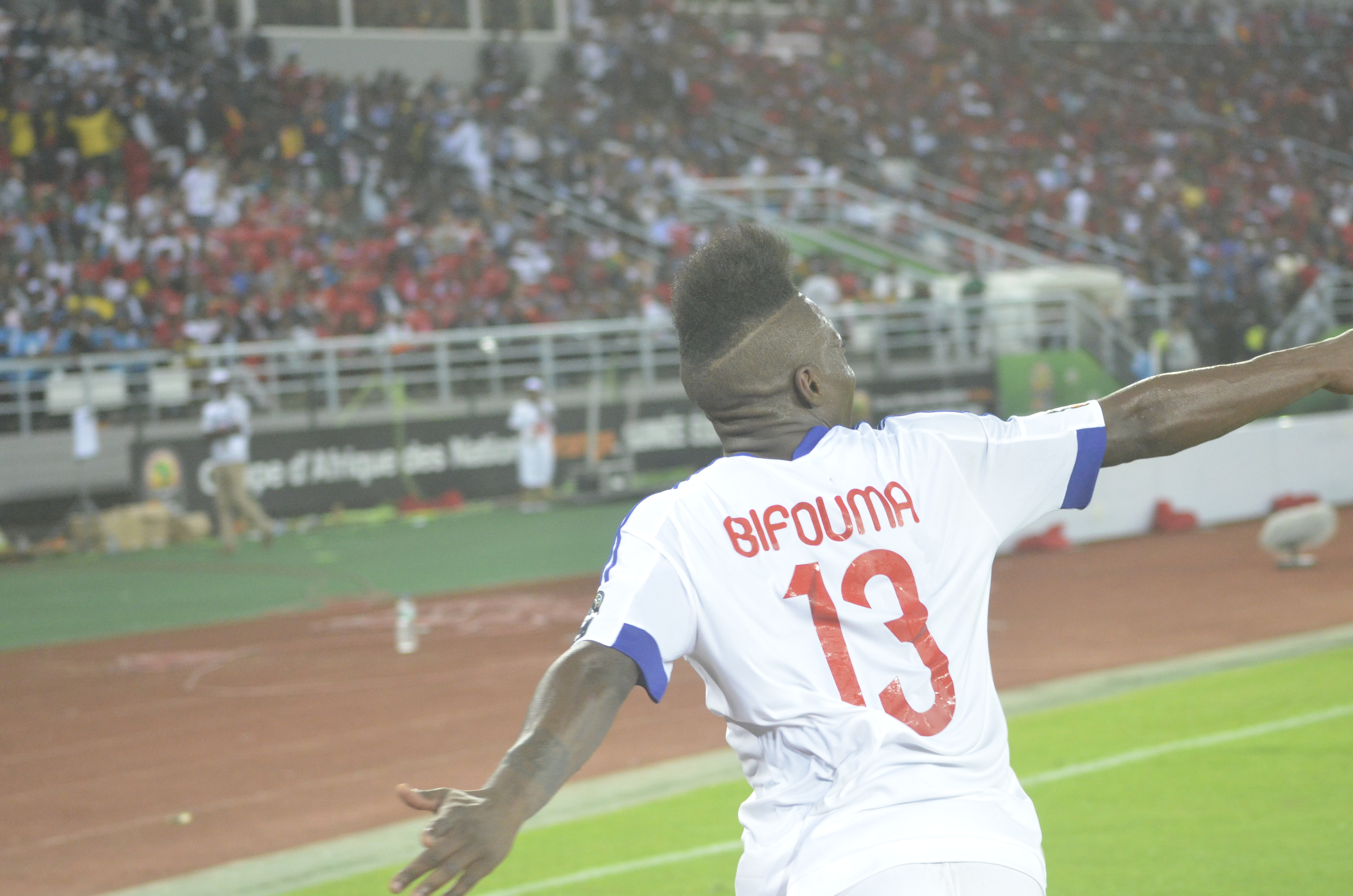
Thievy Bifouma lors de la CAN 2015.

Lors de la phase finale, le Congo termine en tête de son groupe après avoir battu le Burkina Faso et le Gabon et fait match nul avec la Guinée Équatoriale, pays organisateur. En quart de finale, le Congo s'incline face à son voisin, la RDC, sur le score de 4 buts à 2.
En 2015 après que le sélectionneur Claude Leroy ait démissionné, la fédération décide alors de faire confiance à Sébastien Migné pour prendre les rênes de l'équipe nationale, qui était jusqu'alors l'adjoint de Claude Leroy.
Nommé sélectionneur de l'équipe des Diables Rouges par la fédération et le ministère des sports, qui était dirigé à l'époque par Alfred Opimbat, Migné dirigea l'équipe et la mena jusqu'au 3e match de  qualification de la CAN 2019.
Cependant, à la suite d'un remaniement du gouvernement congolais, l'ancien ministre des sports Alfred Opimbat ne fut pas reconduit pour son poste, et remplacé par Monsieur Hugues Ngouélondélé (ancien maire de la ville de Brazzaville). Quelques mois après cette nomination, l’équipe nationale dû faire face à des situations diverses, dont le non-paiement de salaire (du sélectionneur, du staff et des joueurs), de l’ingérence répétée du Ministère dans les fonctions et prérogatives du sélectionneur, entraînant alors, un an après la nomination du Ministre, l'abandon de poste du sélectionneur  pendant les qualifications à la coupe d'Afrique des Nations (CAN). L'ex-sélectionneur Migné se justifia en déclarant à la presse écrite congolaise qu'il n'était plus payé depuis plus de quatre mois, et que sa démission n'ayant pas été acceptée par le ministère, il décidait donc de quitter le poste de sélectionneur de l'équipe nationale du Congo.
À la suite de la démission du sélectionneur Migné, un intérim fut assuré par Gatsono qui était sélectionneur de l'équipe nationale des locaux.
Le 28 mai 2018 le Ministère et la fédération décident alors de confier la sélection congolaise à Valdo Filho.
En avril 2023, une lettre ouverte des joueurs de l'équipe dénonce l'action du Ministère des sports.

## Palmarès
- Coupe d'Afrique des nations (CAN) :
  - Vainqueur : 1972

- Coupe de la CEMAC :
  - Vainqueur : 2007 et 2010

- Jeux de la Francophonie
  - Vainqueur : 2009 et 2013
  - Finaliste : 1997

- Coupe de l'UDEAC :
  - Vainqueur : 1990
  - Finaliste : 1984 et 1985

- Jeux africains :
  - Vainqueur : 1965

### Classement FIFA
| Année              | 1993 | 1994 | 1995 | 1996 | 1997 | 1998 | 1999 | 2000 | 2001 | 2002 | 2003 | 2004 | 2005 | 2006 | 2007 | 2008 | 2009 | 2010 | 2011 | 2012 | 2013 | 2014 | 2015 | 2016 | 2017 | 2018 | 2019 |
| ------------------ | ---- | ---- | ---- | ---- | ---- | ---- | ---- | ---- | ---- | ---- | ---- | ---- | ---- | ---- | ---- | ---- | ---- | ---- | ---- | ---- | ---- | ---- | ---- | ---- | ---- | ---- | ---- |
| Classement mondial | 103  | 114  | 119  | 100  | 101  | 112  | 94   | 86   | 94   | 97   | 108  | 117  | 110  | 89   | 91   | 68   | 101  | 122  | 133  | 109  | 84   | 61   | 48   | 70   | 96   | 84   | 89   |

### Parcours enCoupe du monde
| Année | Position     |      | Année         | Position |               | Année | Position |
| 1930  | Non inscrite | 1974 | Non qualifiée | 2010     | Non qualifiée |       |          |
| 1934  | Non inscrite | 1978 | Non qualifiée | 2014     | Non qualifiée |       |          |
| 1938  | Non inscrite | 1982 | Non inscrite  | 2018     | Non qualifiée |       |          |
| 1950  | Non inscrite | 1986 | Non inscrite  | 2022     | Non qualifiée |       |          |
| 1954  | Non inscrite | 1990 | Non inscrite  | 2026     | Suspendu      |       |          |
| 1958  | Non inscrite | 1994 | Non qualifiée | 2030     | À venir       |       |          |
| 1962  | Non inscrite | 1998 | Non qualifiée | 2034     | À venir       |       |          |
| 1966  | Non inscrite | 2002 | Non qualifiée |          |               |       |          |
| 1970  | Non inscrite | 2006 | Non qualifiée |          |               |       |          |

### Parcours enCoupe d'Afrique
| Année | Position          |      | Année             | Position |                   | Année | Position |
| 1957  | Tour préliminaire | 1982 | Tour préliminaire | 2006     | Tour préliminaire |       |          |
| 1959  | Tour préliminaire | 1984 | Tour préliminaire | 2008     | Tour préliminaire |       |          |
| 1962  | Tour préliminaire | 1986 | Tour préliminaire | 2010     | Tour préliminaire |       |          |
| 1963  | Tour préliminaire | 1988 | Tour préliminaire | 2012     | Tour préliminaire |       |          |
| 1965  | Tour préliminaire | 1990 | Tour préliminaire | 2013     | Tour préliminaire |       |          |
| 1968  | 1er tour          | 1992 | Quarts de finale  | 2015     | Quarts de finale  |       |          |
| 1970  | Tour préliminaire | 1994 | Tour préliminaire | 2017     | Tour préliminaire |       |          |
| 1972  | Vainqueur         | 1996 | Tour préliminaire | 2019     | Tour préliminaire |       |          |
| 1974  | Demi-finale (4e)  | 1998 | Tour préliminaire | 2021     | Tour préliminaire |       |          |
| 1976  | Tour préliminaire | 2000 | 1er tour          | 2023     | Tour préliminaire |       |          |
| 1978  | 1er tour          | 2002 | Tour préliminaire | 2025     | À venir           |       |          |
| 1980  | Tour préliminaire | 2004 | Tour préliminaire | 2027     | À venir           |       |          |

## Sélectionneurs
- 1962-1964 :  Paul Ebondzibato
- 1964-1965 :  Vasily Sokolov
- 1965-1970 :  Paul Ebondzibato
- 1970-1973 :  Adolphe Bibanzoulou
- 1973-1974 :  Robert Ndoudi
- 1974-1976 :  Cicérone Manoulaché
- 1986-1987 :  Yvon Goujon
- 1992-1993:  Noël Minga
- 1997-1998:  David Mémy
- 1998-1999:  Alain Nestor Ngouinda
- 1999-2000 :  Noël Minga
- 2001-2002 :  Eugen Moldovan
- 2002-2003 :  Claude « Didi » Andrey
- 2004-janv. 2005 :  Christian Letard, Lionel Meriau (adjoint)
- 2005-2006 :  Gaston Tchangana
- 2006-2007 :  Noël Tosi
- Avril 2007-janv. 2008 :  Gaston Tchangana
- Fév. 2008-mai 2009:  Ivica Todorov
- Janv. 2010-nov. 2010 :  Ivica Todorov
- Mars-juin 2011 :  Robert Corfou[8],[9]
- Juin 2011-août 2011 :  Camille Ngakosso
- Août 2011-oct. 2012 :  Jean-Guy Wallemme[10]
- Oct. 2012-sept. 2013 :  Kamel Djabour[11]
- Déc. 2013-nov. 2015 :  Claude Le Roy[12]
- Jan. 2016-nov. 2016 :  Pierre Lechantre[13]
- Déc. 2016-mars 2017 :  Barthelemy Ngatsono
- Mars 2017-avril 2018 :  Sébastien Migné[14],[15]
- 31 mai 2018- 4 mars 2021 :  Valdo Filho[16]
- 4 mars 2021-1 avril 2021:  Barthélémy Ngatsono
- 28 mai 2021-11 septembre 2023 : Paul Put[17]
- 11 Novembre 2023 - 10 janvier 2025 : Isaac N'Gata